# Pulex irritans
La pulce dell'uomo (Pulex irritans Linnaeus, 1758) è una specie di pulce cosmopolita che può infestare, al contrario di quanto dice il nome comune, un ampio spettro di possibili ospiti.

## Descrizione
Hanno una lunghezza di 2-3 mm e possiedono un corpo molto compresso lateralmente, il che permette loro di avanzare rapidamente anche in mezzo ad una folta pelliccia.